# شهرستان پروورز (کلرادو)
شهرستان پروورز (به انگلیسی: Prowers County) یک شهرستان در ایالات متحده آمریکا است که در کلرادو واقع شده‌است. شهرستان پروورز ۴٬۲۵۷٫۹۶ کیلومتر مربع مساحت دارد.

## نگارخانه

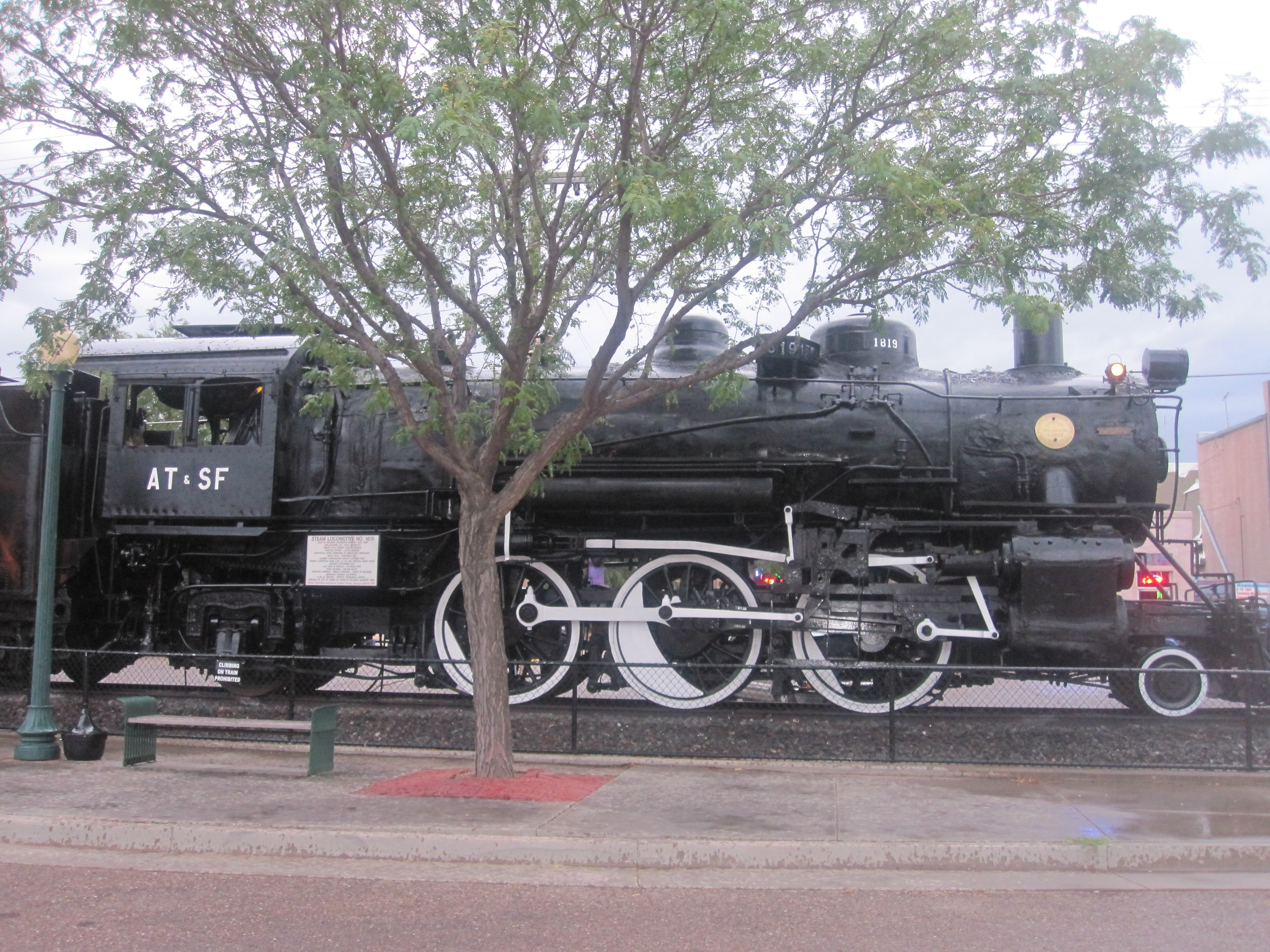
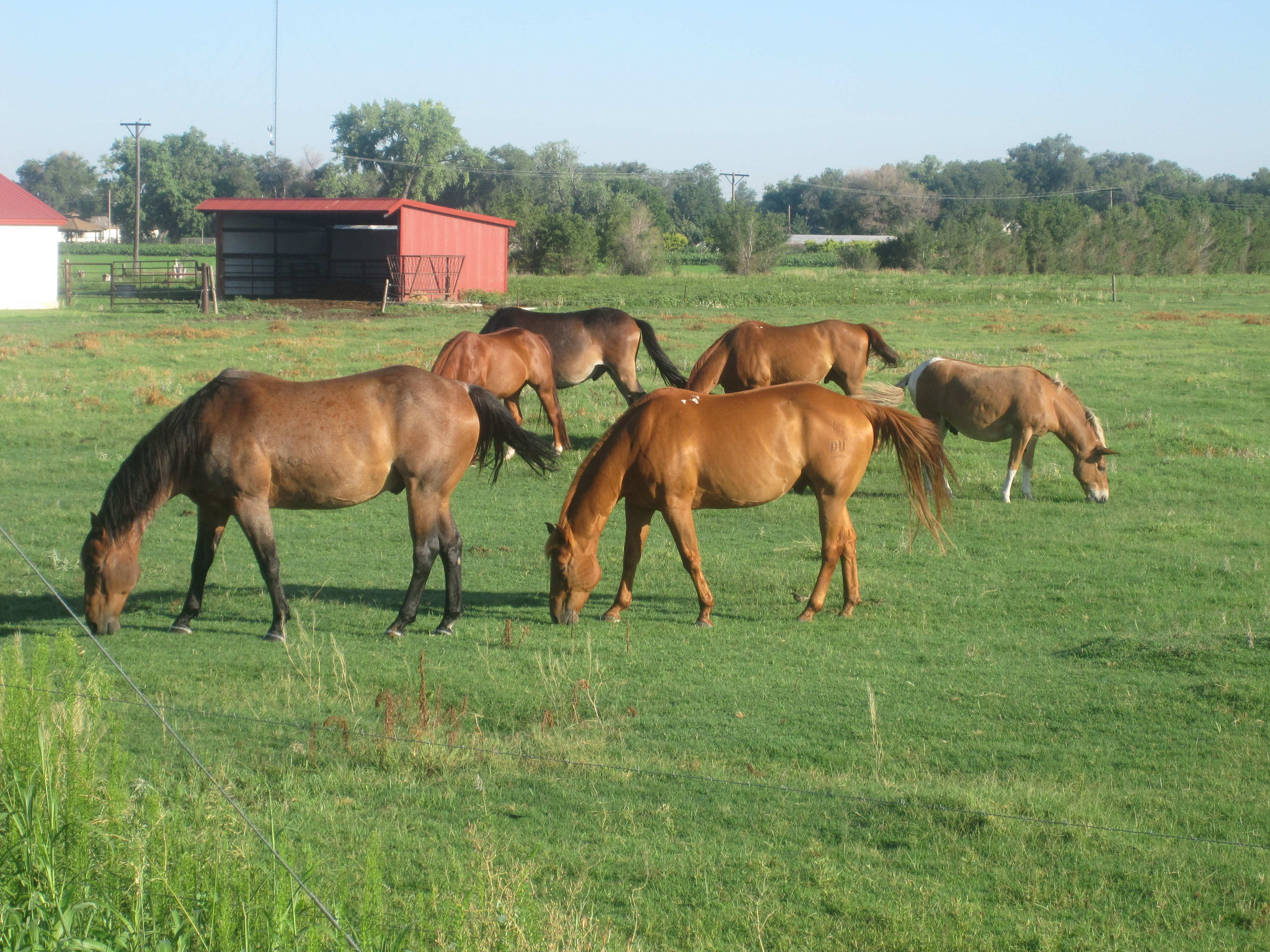
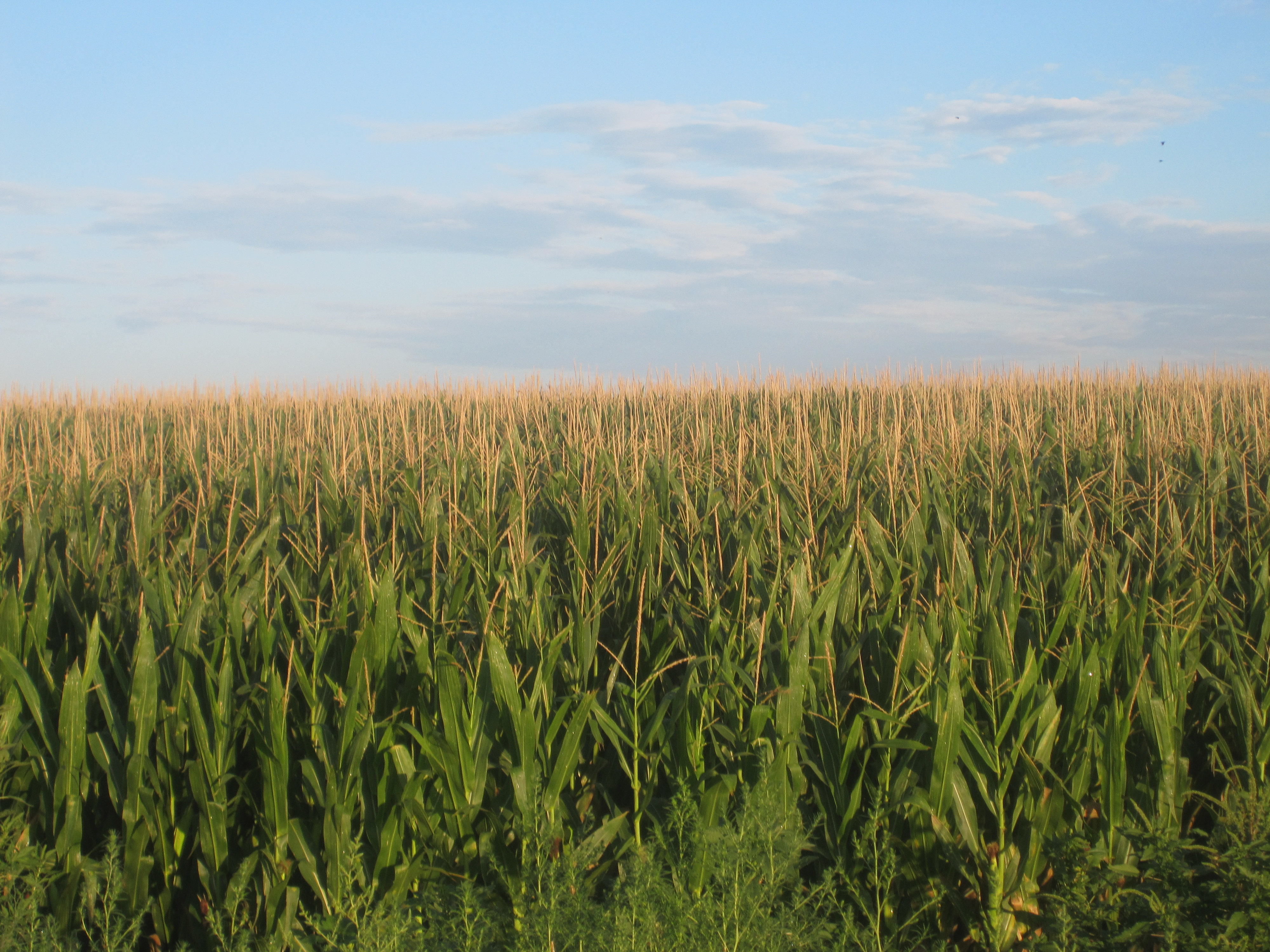